# Constanze Wilken
Constanze Wilken (* 1968) ist eine deutsche Schriftstellerin.

## Leben
Constanze Wilken wuchs in St. Peter-Ording auf. Sie schloss ihr Studium der Kunstgeschichte, Literaturwissenschaft und Politologie an der Christian-Albrechts-Universität zu Kiel mit dem Magister ab und promovierte anschließend an der University of Wales. 
Sie wirkte an einer Monographie über den Sylter Maler Christian Hinrich (1945–2011) mit.
Nach ersten Veröffentlichungen im Ullstein-Verlag publiziert Wilken ihre Romane beim Goldmann Verlag.

## Publikationen

### Historienromane
- Blut und Kupfer. Goldmann Verlag, München 2012, ISBN 978-3-442-47634-3.
- Die Lautenspielerin. Goldmann Verlag, München 2010, ISBN 978-3-442-47300-7.
- Die Malerin von Fontainebleau. Goldmann Verlag, München 2009, ISBN 978-3-442-46686-3.
- Die Tochter des Tuchhändlers. Goldmann Verlag, München 2008, ISBN 978-3-442-46667-2.

### Romane
- Das Rosencottage, Goldmann Verlag, München 2023, ISBN 978-3442492800
- Das Geheimnis von Ardmore Castle, Weltbild Deutschland, Augsburg 2020, ISBN 978-3963778483
- Die Schwestern der Villa Fiore, Goldmann Verlag, München 2020, ISBN 978-3442489565
- Die Frauen der Villa Fiore, Goldmann Verlag, München 2019, ISBN 978-3442488063
- Die Klippen von Tregaron, Goldmann Verlag, München 2018, ISBN 978-3442484775
- Von St. Peter-Ording bis zum Elbstrand, Gmeiner Verlag 2018, ISBN 978-3839221877
- Das Geheimnis des Schmetterlings, dotbooks Verlag, 2017
- Das Erbe von Carreg Cottage, Goldmann Verlag, München 2017, ISBN 978-3442484768
- Sturm über dem Meer. Goldmann Verlag, München 2016, ISBN 978-3-442-48349-5.
- Ein Sommer in Wales. Goldmann Verlag, München 2015, ISBN 978-3-442-47962-7.
- Der Duft der Wildrose. Goldmann Verlag, München 2014, ISBN 978-3-442-47961-0.
- Was von einem Sommer blieb. Ullstein Verlag, Berlin 2006, ISBN 978-3-547-71062-5.
- Das Licht von Shenmoray. Ullstein Verlag, Berlin 2005, ISBN 978-3-548-26304-5.
- Die vergessene Sonate. Ullstein Verlag, Berlin 2004, ISBN 978-3-548-26382-3.
- Die Frau aus Martinique. Ullstein Verlag, Berlin 2003, ISBN 978-3-548-25886-7.

### Künstlermonographie
- Der Maler Christian Hinrich. Langewiesche Verlag, Königstein im Taunus 2001, ISBN 978-3-7845-6310-7.